# Rittergut Ohr

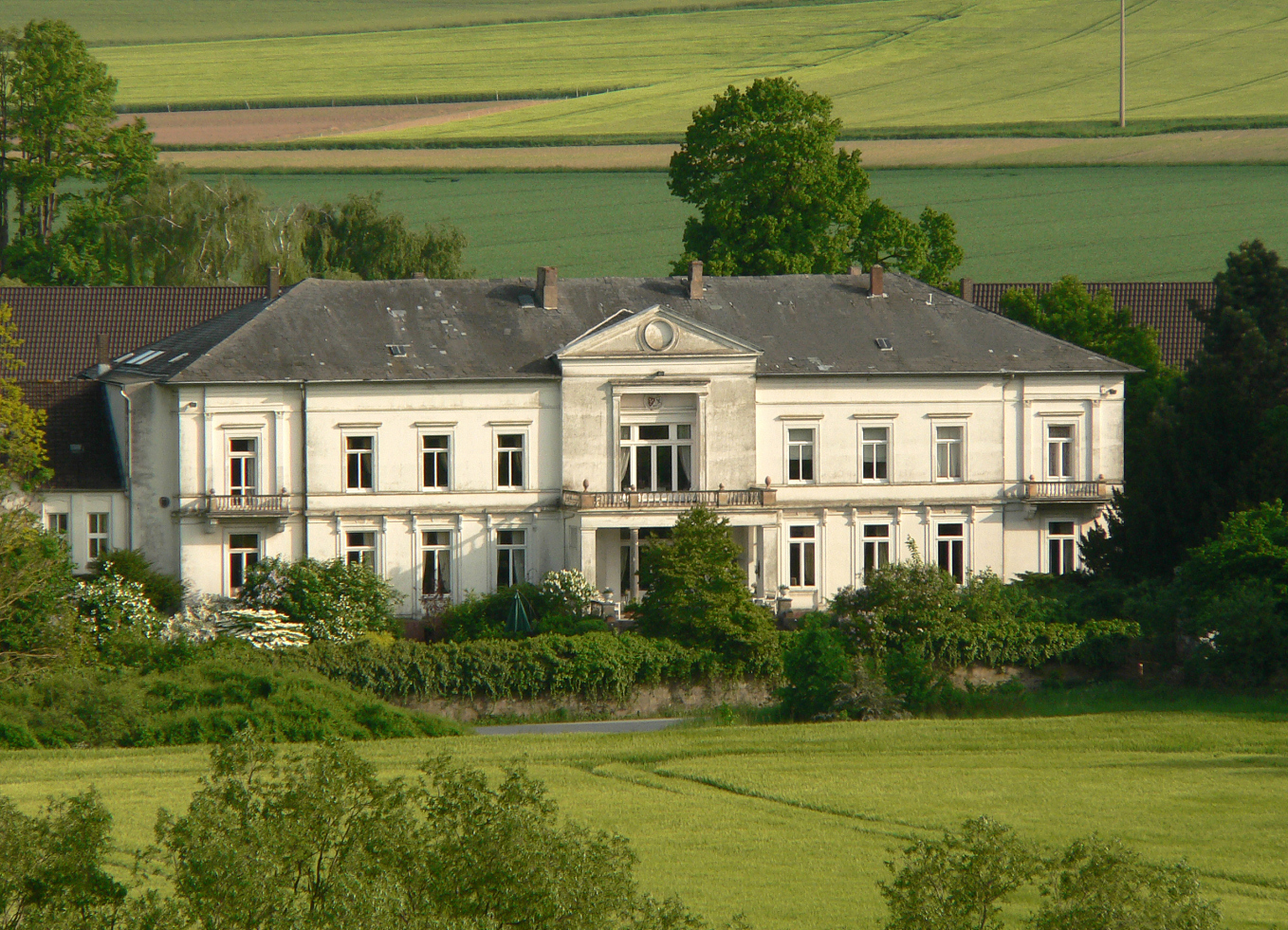
Herrenhaus des Rittergutes Ohr (2016)

Das Rittergut Ohr liegt im Ortsteil Ohr der Gemeinde Emmerthal in Niedersachsen, südlich von Hameln zwischen der Weser und der B 83. Das im Mittelalter entstandene Rittergut steht seit 1307 im Besitz der Familie von Hake. Das Gut ist vor allem wegen seines 45 Hektar großen Ohrbergparks bekannt, der in Sichtweite des Rittergutes auf dem Ohrberg liegt.

## Geschichte

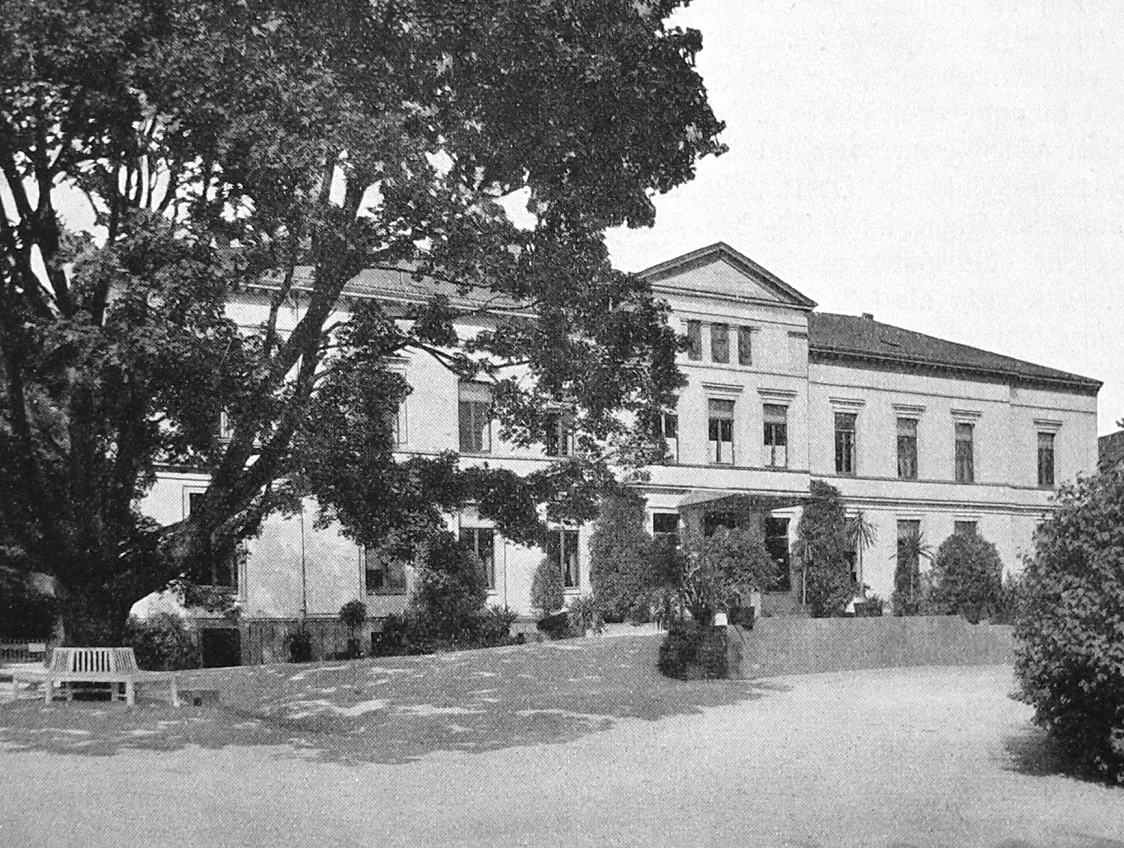
Ansicht um 1912

Der Entstehungszeitpunkt des Gutes ist nicht bekannt. Der Ritter Dietrich Stuve verkaufte Ohr an Otto von Everstein und dieser belehnte damit 1307 die von Hake. Seitdem befindet es sich im Besitz der Herren von Hake. Jedoch ist eine frühere Entstehung möglich, da die Familie bereits seit dem 12. Jahrhundert im Raum Emmerthal nachgewiesen ist. Auch in den folgenden Jahrhunderten nach der Errichtung des Rittergutes, ist über die Anlage nichts Näheres bekannt.

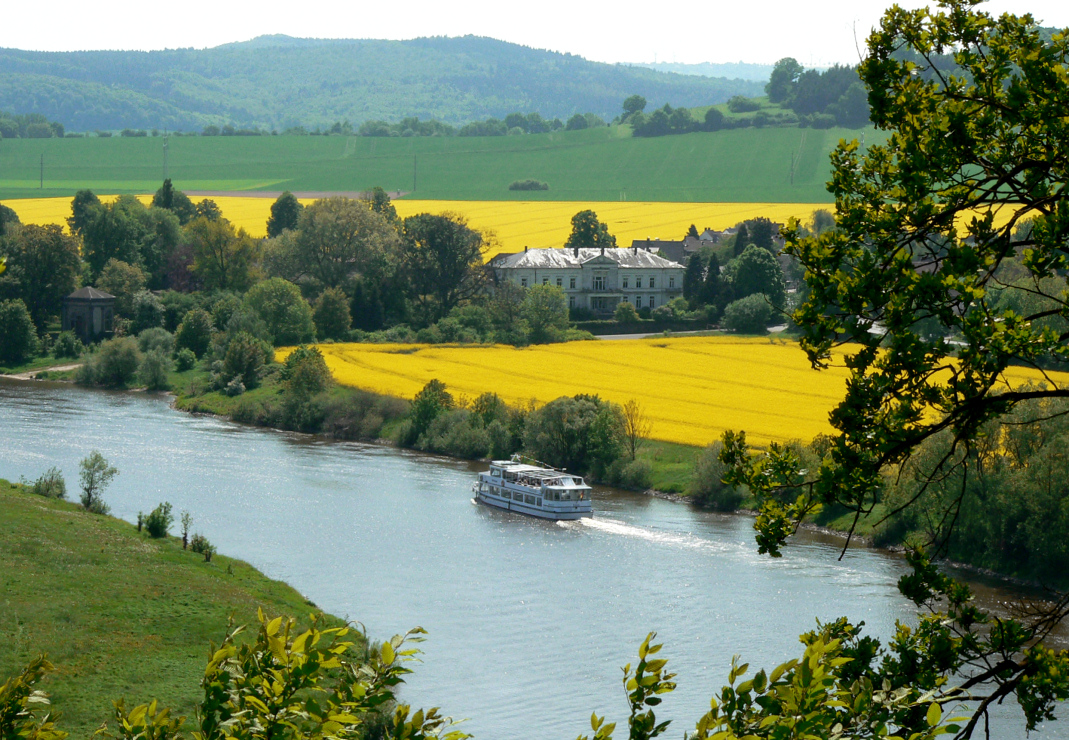
Blick vom Ohrbergpark auf die Weserschleife und das Herrenhaus

Von 1847 bis 1849 wurde das Herrenhaus nach Plänen des hannoverschen Architekten Laves errichtet. Nachdem es im Jahre 1871 niederbrannte, wurde es 1872 vom hannoverschen Architekten Peters im klassizistischen Stil neu errichtet. Dabei entstand ein zweigeschossig verputzter Massivbau mit Walmdach, der heute unter Denkmalschutz steht. Die aufwendig gestaltete Terrassenanlage gilt als Besonderheit.
Das im klassizistischen Stil errichtete Verwalterhaus des Gutes stammt aus der Mitte des 19. Jahrhunderts. Die östlich des Herrenhauses befindlichen Wirtschaftsgebäude wurden von 1827 bis 1832 errichtet und mehrfach baulich verändert. Auf dem Gutsgelände befindet sich eine Gutskapelle. Diese ist ein von 1595 bis 1610 unter Hieronymus von Hake aus Bruchsteinen errichteter Saalbau mit verputzter Fassade.
In den Jahren 2007, 2011 und 2016 stellte die Deutsche Stiftung Denkmalschutz dem Eigentümer des Rittergutes Dietrich Freiherr von Hake Geldmittel für Renovierungsarbeiten zur Verfügung.
Auf dem Rittergut wird eine Gutsgärtnerei betrieben.